# Lijst van voetbalinterlands Centraal-Afrikaanse Republiek - Tsjaad
Deze lijst van voetbalinterlands is een overzicht van alle officiële voetbalwedstrijden tussen de nationale teams van de Centraal-Afrikaanse Republiek en Tsjaad. De landen speelden tot op heden acht keer tegen elkaar. De eerste ontmoeting was een wedstrijd op 7 juli 1976 tijdens een vriendschappelijk toernooi in Libreville (Gabon). Het laatste duel, een kwalificatiewedstrijd voor het Wereldkampioenschap voetbal 2026, werd gespeeld in Oujda (Marokko) op 5 juni 2024.

## Wedstrijden
| № | Plaats     | Datum           | Competitie           | Wedstrijd                              | Uitslag |
| - | ---------- | --------------- | -------------------- | -------------------------------------- | ------- |
| 1 | Libreville | 7 juli 1976     | Vriendschappelijk    | Centraal-Afrikaanse Republiek – Tsjaad | 1 – 0   |
| 2 | Ndjamena   | 7 december 1987 | Vriendschappelijk    | Tsjaad − Centraal-Afrikaanse Republiek | 2 − 1   |
| 3 | Douala     | 2 december 1988 | Vriendschappelijk    | Centraal-Afrikaanse Republiek − Tsjaad | 2 − 1   |
| 4 | Bangui     | 2 december 1989 | Vriendschappelijk    | Centraal-Afrikaanse Republiek − Tsjaad | 1 − 1   |
| 5 | Libreville | 8 november 1999 | Vriendschappelijk    | Centraal-Afrikaanse Republiek − Tsjaad | 4 − 1   |
| 6 | Ndjamena   | 6 maart 2007    | Vriendschappelijk    | Tsjaad − Centraal-Afrikaanse Republiek | 3 − 2   |
| 7 | Ndjamena   | 16 maart 2007   | Vriendschappelijk    | Tsjaad − Centraal-Afrikaanse Republiek | 1 − 0   |
| 8 | Oujda      | 5 juni 2024     | WK 2026 kwalificatie | Centraal-Afrikaanse Republiek − Tsjaad | 1 − 0   |

## Samenvatting
| Competitie        | Totaal gespeeld | Winst Centr.-Afrik. Rep. | Gelijk | Winst Tsjaad | Doelsaldo Centr.-Afrik. Rep. – Tsjaad |
| ----------------- | --------------- | ------------------------ | ------ | ------------ | ------------------------------------- |
| WK-kwalificatie   | 1               | 1                        | 0      | 0            | 1 − 0                                 |
| Vriendschappelijk | 7               | 3                        | 1      | 3            | 11 − 9                                |
| Totaal            | 8               | 4                        | 1      | 3            | 12 − 9                                |

Wedstrijden bepaald door strafschoppen worden, in lijn met de FIFA, als een gelijkspel gerekend.